# Boxer MRAV

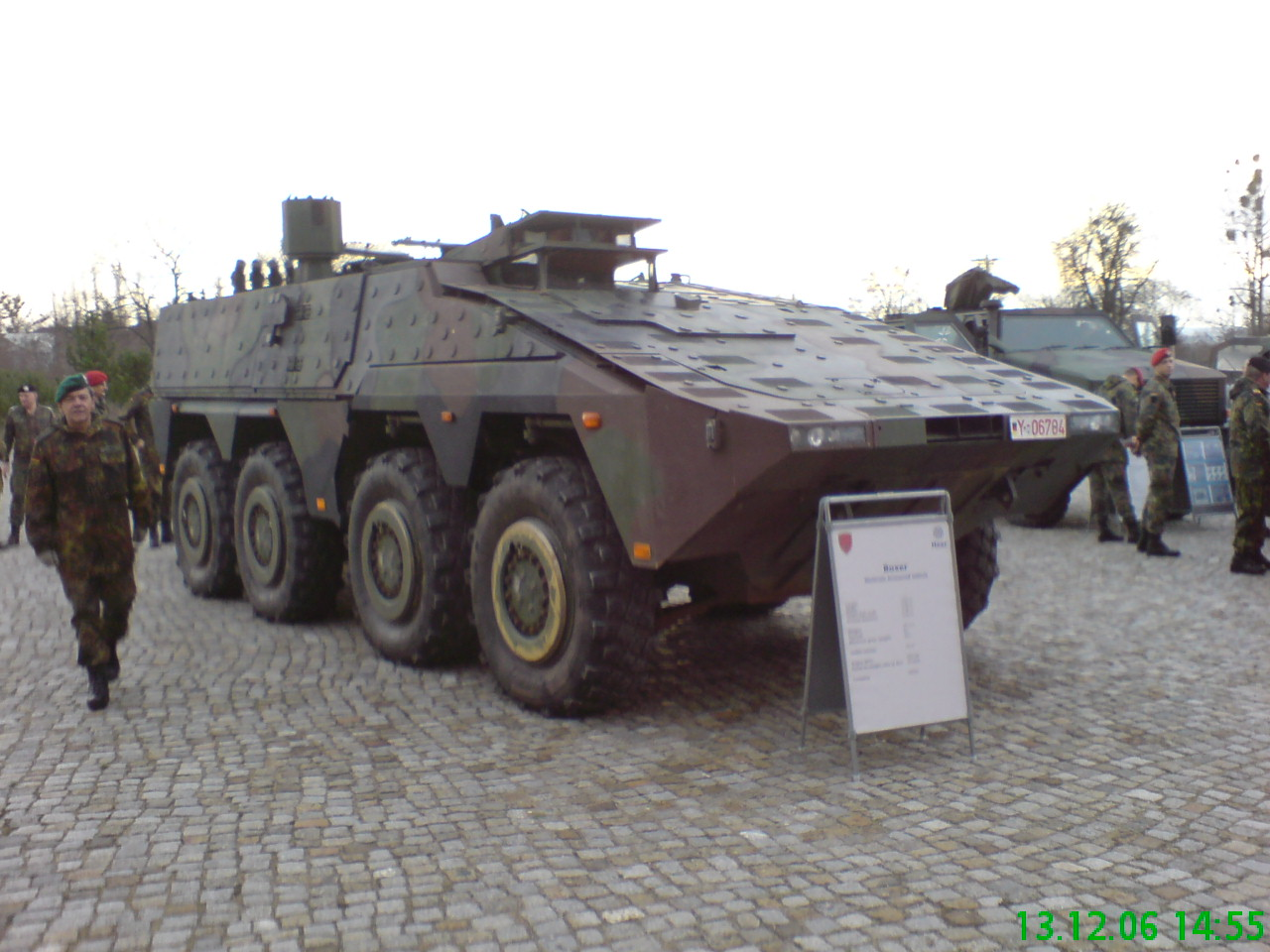
Boxer MRAV i tysk tjänst.

Boxer MRAV är ett pansarfordon tillverkat av ARTEC GmbH (ARmoured vehicle TEChnology). Detta fordon är en av slutkandidaterna till Future Rapid Effect System. 